# Smedejern
Smedejern er en jerntype, der har et lavt kulstofindhold (under 0,3%), men et højt slaggeindhold.
Smedejern kan forarbejdes til profiler og plade, men fremstilles ikke længere industrielt, og dets rolle er overtaget af blødt stål.
Moderne smedejern fås i mange forskellige dimensioner. Det forhandles normalt i længder på 6 meter. Firkantet og rundjern fås normalt i tykkelser fra ca. 6mm, mens fladjern fås fra tykkelser på 2-3 mm. Profiljern navngives gerne efter tværsnittet og fås bl.a. i vinkeljern, U-jern, T-jern, I-jern og H-jern samt runde og firkantede rør.
Specielle profiler fås til bl.a. hestesko.